# Congo aux Jeux olympiques
Ne doit pas être confondu avec République démocratique du Congo aux Jeux olympiques.
La république du Congo participe aux Jeux olympiques depuis 1964. Elle a envoyé des athlètes à chaque édition depuis cette date, sauf en 1968, où elle a manqué les jeux, et en 1976, où elle les a boycotté comme beaucoup d'autres nations africaines. Le pays n'a jamais participé aux Jeux d'hiver. 
Le pays n'a jamais remporté de médailles.
Le Comité national olympique et sportif du Congo a été créé en 1964 et reconnu par le Comité international olympique (CIO) la même année.